# 杉橋陽一
杉橋 陽一（すぎはし よういち、1945年5月13日 - ）は、ドイツ文学者、俳句研究家。東京大学名誉教授。

## 人物・来歴
東京生まれ。東京都立西高等学校卒、1969年東大文学部独文科卒、同大学院修士課程修了、1981年東大教養学部助教授、1992年教授。2009年退職。
1985-1987年、西ドイツのボッフム大学で講師。1992年『剥落する青空－細見綾子論』で俳人協会評論賞受賞。

## 著書
- 『一角獣の変容』朝日出版社 (エピステーメー叢書)1980
- 『剥落する青空 細見綾子論』白凰社 1991
- 『ユダヤ的想像力の行方 ベンヤミン・アドルノ論集』世界書院 1992
- 『夢と露の子ども 飯田龍太論』白鳳社 1996
- 『ニーチェ』（編著）筑摩書房 (快速リーディング 1)2000

### 翻訳
- カール・ダールハウス『ベートーヴェンとその時代』(大作曲家とその時代シリーズ) 西村書店 1997
- ヴルフ・コーノルト『ドイツオペラの知識』亀井雄三共訳 シンフォニア 1999
- 『アドルノ文学ノート』三光長治,恒川隆男,前田良三,池田信雄,高木昌史,圓子修平,竹峰義和共訳　みすず書房 2009

## 参考
- 『駒場2001』

## 関連人物
- 青山昌文

| スタブアイコン | サブスタブ | この項目は、まだ閲覧者の調べものの参照としては役立たない、文人（小説家・詩人・歌人・俳人・作詞家・作家・放送作家・随筆家（コラムニスト）・文芸評論家）に関連した書きかけの項目です。この項目を加筆・訂正などしてくださる協力者を求めています（P:文学/PJ:作家）。 |